# Мерксмюллер, Германн
Германн Мерксмюллер (нем. Hermann Merxmüller, 30 августа 1920 — 8 февраля 1988) — немецкий ботаник.

## Биография
В возрасте 17 лет он стал членом Баварского ботанического общества. Защитил докторскую диссертацию в Мюнхенском университете по теме о распределении растений в Альпах. После смерти Карла Сюссенгута в 1955 году Мерксмюллер занял пост директора государственного гербария (нем. Botanische Staatsammlung), а в 1958 году он создал Институт систематики растений (нем. Institut für Systematische Botanik). С 1958 по 1985 год заведовал кафедрой ботаники, а с 1963 по 1965 годы он был деканом факультета естественных наук Мюнхенского университета. С 1965 года был членом Баварской академии наук.

## Научная деятельность
Германн Мерксмюллер специализировался на семенных растениях. Мерксмюллер совершил шесть экспедиций в Южную Африку, в ходе которых собрал тысячами образцов растений. Это позволило завершить работу над «Продромусом флоры Юго-Западной Африки», начатую Сюссенгутом. Описал более 100 видов растений.

## Признание заслуг
В честь Мерксмюллера назван род африканских злаков Merxmuellera и множество видов растений, включая Barleria merxmuelleri, Carex merxmuelleri , Corchorus merxmuelleri, Erica merxmuelleri, Hermannia merxmuelleri и Jamesbrittenia merxmuelleri.

## Некоторые публикации
- Merxmüller, H; J Grau. 1963. Chromosomenzahlen aus der Gattung Myosotis L.. Ber. Deutsch. Bot. Ges. 76: 23—29.
- Merxmüller, H; J Grau. 1967. Moehringia-Studien. — Mitt. Bot. München 6: 257—273.
- Merxmüller, H; J Grau. 1968. Ergänzende Studien an Petrocoptis (Caryophyllaceae) — Coll. Bot. 7: 787—797.
- Grau, J; H Merxmüller. 1972. Myosotis, in: Flora Europaea III: 111—117.
- Merxmüller, H; J Grau. 1976. Fruchtanatomische Untersuchungen in der Inula-Gruppe (Astereae). — Publ. Cairo Univ. Herb. 7 & 8: 9—20.
- Кarl Suessenguth, Нermann Merxmüller. 1951. A contribution to the flora of the Marandellas district, Southern Rhodesia. Transactions, Rhodesia Scientific Association. 86 pp.
- 1960. Die Compositen-Gattungen Südwestafrikas (Los géneros Compositae del África Sudoccidental). 87 pp.
- 1960. Mitteleuropäische Pflanzenwelt (Vegetación de Europa Central). 288 pp.
- 1967. Flore d’Europe: Plantes herbacées et sous-arbrisseaux. Volumen 1 de Flore d’Europe.
- Gustav Hegi, Hermann Merxmüller. 1968. Alpenflora. 112 pp.
- Gustav Hegi, Hermann Merxmüller. 1976. Alpenflora: die wichtigeren Alpenpflanzen Bayerns, Österreichs und der Schweiz. 157 pp. ISBN 3-489-90020-0.
- Нermann Meusel, Нermann Merxmüller, Кarl Нeinz Rechinger. 1994. Lebensgeschichte der Gold- und Silberdisteln: Artenvielfalt und Stammesgeschichte der Gattung : zum Gedächtnis an Hermann Merxmüller und für Karl-Heinz Rechinger (Ciclo de vida de cardos oro y plata: Biodiversidad y filogenia del género: en la memoria de Hermann Merxmüller Rechinger y Karl-Heinz), Volumen 2. 657 pp. ISBN 3-211-86558-6.